# Maripá de Minas
Maripá de Minas este un oraș în Minas Gerais (MG), Brazilia.